# Nihon Keizai Shimbun
Die Nihon Keizai Shimbun (jap. 日本経済新聞, Schriftzug als Unternehmenslogo in Kyūjitai: 日本經濟新聞, dt. „Japanische Wirtschaftszeitung“), meist als Nikkei abgekürzt, ist eine landesweit und in einer internationalen Ausgabe erscheinende japanische Tageszeitung mit einer Auflage von rund 3 Millionen. Damit liegt sie an Rang 4 hinter der Yomiuri Shimbun, der Asahi Shimbun und der Mainichi Shimbun. Besonders beliebt ist die Nikkei bei Gutverdienern und Uniabsolventen; sowohl beim durchschnittlichen Einkommen der Abonnenten, wie auch beim Anteil der Akademiker belegt sie innerhalb Japans den ersten Rang. Wie die anderen großen Tageszeitungen in Japan erscheint die Nikkei mit einer Morgen- und einer Abendausgabe. Ihr Schwerpunkt liegt auf Politik, Wirtschafts- und Börsennachrichten.
Die Nikkei wurde 1876 als Chūgai bukka shimpō sōkan (中外物価新報創刊, dt. „Neue Zeitung für Preise im In- und Ausland“) von Mitsui Bussan herausgegeben. Seit 1971 veröffentlicht sie den Nikkei-Aktienindex (Nikkei 225) (日経平均株価, nikkei heikin kabuka), der aus den Kursen ausgewählter Unternehmen der Tokioter Börse berechnet wird. Daneben werden noch weitere Aktienindizes veröffentlicht, darunter seit Oktober 1982 der Nikkei 300, ein nach Kapitalisierung gewichteter Index von wichtigen Dividendenpapieren, die in der Ersten Sektion an der Tokioter Börse gehandelt werden. Zu Beginn im Jahr 1982 hatte dieser Index den Wert 100.
Seit April 2010 sind vom Betreiber jegliche Internetlinks auf die Seite der Zeitung untersagt. Nur in Ausnahmefällen wird nach Übermittlung einer detaillierten Begründung die Erlaubnis zum Verlinken der Hauptseite erteilt.
Die jüngste Strategie der Nikkei zielt auf eine stärkere internationale Präsenz ab. 2014 eröffnete die Nikkei eine neue Asienzentrale in Bangkok und verfügt heute über ein Netzwerk von 36 Übersee-Büros mit 230 Mitarbeitern. In Deutschland ist man in Berlin und in Frankfurt vertreten, die Europazentrale befindet sich in London. Außerdem unterhält die Nikkei Partnerschaften mit einer Reihe renommierter internationaler Zeitungen, darunter auch die Frankfurter Allgemeine Zeitung, die regelmäßig Artikel der Nikkei ins Deutsche übersetzt und veröffentlicht.

## Unternehmensgruppe

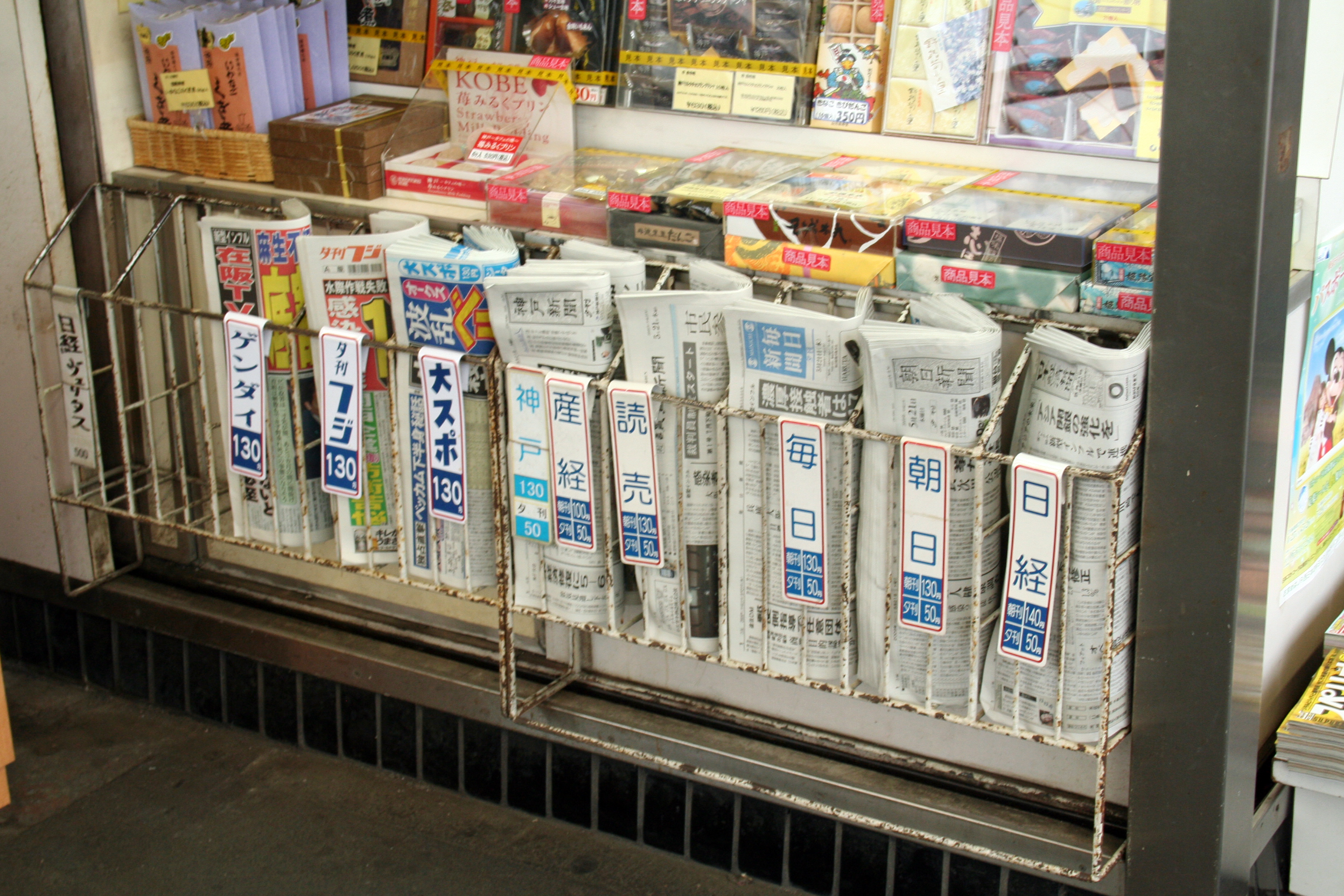
„Nikkei“-Zeitung (ganz rechts) – Kiosk am JR West-Bahnhof, Himeji 2009

Herausgegeben wird die Nikkei von der Kabushiki kaisha Nihon Keizai Shinbunsha (株式会社日本経済新聞社, englisch Nikkei Inc.), die Hauptbüros in Tokio und Osaka unterhält. Zum Unternehmen gehören neben der Nikkei u. a.:
- die Zeitungen
  - Nihon Keizai Shimbun (日本経済新聞) – täglich
  - Nikkei Sangyō Shimbun (日経産業新聞) – wochentags
  - Nikkei Veritas (日経ヴェリタス) – sonntags
  - Nikkei Marketing Journal – Nikkei MJ – (日経MJ) – dreimal pro Woche
  - Nikkei Asia (日経アジア, englisch)[Anm. 2][14][15] – montags
  - Nikkei Weekly (日経ウィークリー, englisch) – eingestellt[Anm. 3]
  - Financial Times (englisch)[Anm. 4] – täglich

- die Fernsehsender
  - TV Tōkyō für den Großraum um die Präfektur Tokio
  - TV Ōsaka für die Präfektur Osaka
  - TV Aichi für die Präfektur Aichi
  - TV Hokkaidō für die Präfektur Hokkaidō
  - TVQ Kyūshū für die Präfektur Fukuoka
  - TV Setouchi für die Präfekturen Kagawa und Okayama
  - BS Japan (digitaler Satellitensender)
  - Nikkei CNBC Japan

- der Radiosender Radio Nikkei (ラジオNIKKEI)

- die Verlags- und Publikationsunternehmen
  - Nikkei Publishing (日本経済新聞出版社)
  - Nikkei BP – Nikkei Business Publications, Inc – (株式会社日経BP)
  - Nikkei Science (株式会社日経BP)
  - Nikkei National Geographic (日経ナショナルジオグラフィック)

sowie eine Reihe weiterer Unternehmen im Print- und Produktions-, Daten- und Informationsservice, Werbungs-, Marketing-, Verkaufs- und Bildungsbereich als auch im Dienstleistungs- und Forschungsbereich.
Am 23. Juli 2015 gab die Mediengruppe Nikkei den Abschluss einer Vereinbarung mit der britischen Mediengruppe Pearson zum Kauf der Wirtschaftszeitung Financial Times für einen Preis von 844 Mio. Pfund (1,2 Mrd. Euro) bekannt und stach damit Axel Springer aus.